# Antoine Van Winnendael
Antoine Van Winnendael (Schaerbeek, 20 gennaio 1905 – ...) è stato un cestista belga.

## Carriera
Con il Belgio ha preso parte alle Olimpiadi di Berlino 1936.